# Tlenowe kwasy bromu
Tlenowe kwasy bromu – kwasy tlenowe, w których brom pełni rolę atomu centralnego. Znane są cztery tlenowe kwasy bromu:
- kwas podbromawy, HBrO – nazwa systematyczna: hydroksydobrom; nazwa Stocka: kwas bromowy(I)
- kwas bromawy, HBrO2 – nazwa systematyczna: hydroksydooksydobrom; nazwa Stocka: kwas bromowy(III)
- kwas bromowy, HBrO3 – nazwa systematyczna: hydroksydodioksydobrom; nazwa Stocka: kwas bromowy(V)
- kwas nadbromowy, HBrO4 – nazwa systematyczna: hydroksydotrioksydobrom; nazwa Stocka: kwas bromowy(VII)